# Groupe Liberté de Saint-Nazaire
Le groupe Liberté de Saint-Nazaire est un groupe de résistance pendant la Seconde Guerre mondiale.

## Historique
Selon Jean-Jacques Monnier , il est formé à sa création en mars 1943 de six sympathisants du  Parti national breton (PNB) et de neuf jeunes issus des Bagadoù stourm (milice du PNB); pour eux l'anglophilie semble avoir été déterminante. Ce groupe de résistants est majoritairement composé de jeunes membres des Bagadoù stourm de la région nazairienne probablement recrutés par René-Yves Creston, membre du réseau du musée de l'Homme et par ailleurs collaborateur de L'Heure bretonne sous différents pseudonymes.
L'activité principale du groupe Liberté est le renseignement militaire. Les informations récoltées sont envoyées en Grande-Bretagne grâce à 2 postes radio récupérés en 1940 auprès de soldats écossais qui ont transité au camp de La Chapelle-Launay, près de Savenay et qui se sont liés d'amitié avec un des membres du groupe. Pour les services de renseignements britanniques, le nom de code du groupe est « Timoléon ». 
À Pâques 1944, Paul Le Maguer, membre du groupe Liberté et ancien des Bagadoù stourm est arrêté par la Gestapo dans des circonstances mal connues : torturé, il meurt en déportation. Jean Chauvel, autre membre du réseau Liberté, également ancien des Bagadoù stourm, est assassiné dans les mêmes circonstances.
Le groupe Liberté a été le noyau du "Bataillon de la Poche" créé en 1944 sous l'autorité du Dr Verliac (Commandant Paulus) pour la libération de la poche de Saint-Nazaire qui n'interviendra qu'à la capitulation allemande en mai 1945. Il était le chef de la compagnie A, Madelein Mesnard étant le chef de la compagnie B du bataillon de la Poche en avril 1945.
Le 21 janvier 1945, douze membres du groupe Liberté combattant sur le front de Saint-Nazaire sont capturés par les Allemands. Paul Thébaud, de Pontchâteau, ancien membre des Bagadou Stourm, considéré comme le responsable du groupe, est condamné à mort. À Bouvron, il n'échappe à l'exécution que grâce à la capitulation allemande du 11 mai 1945. Dès la fin d'avril, le groupe est dispersé : l'un des chefs est envoyé à Cholet pour une formation d'un mois à l'école des cadres de Saint-Cyr. Un autre est envoyé dans le pays de Retz.
Yann Joncour (1921-février 2013), l'un des derniers membres du groupe Liberté, est décédé à l'âge de 92 ans,.